# Temporada 2020 del Campeonato del Mundo de Moto3
La temporada 2020 del campeonato del Mundo de Moto3 es la 9.ª edición de este campeonato creado en 2012 y además es parte de la 72.ª edición del Campeonato del Mundo de Motociclismo.
Lorenzo Dalla Porta, el actual campeón reinante no defenderá su título al subir a Moto2 con el Italtrans Racing Team.

## Calendario

### Calendario provisional
Los siguientes Grandes Premios están programados para tener lugar en 2020.
| Ronda                                             | Gran Premio                                              | Circuito                                                | Fecha            | Estado    |
| ------------------------------------------------- | -------------------------------------------------------- | ------------------------------------------------------- | ---------------- | --------- |
| 1                                                 | Grand Prix of Qatar                                      | Circuito Internacional de Losail, Lusail                | 8 de marzo       |           |
| 2                                                 | OR Thailand Grand Prix                                   | Circuito Internacional de Chang, Buriram                | 22 de marzo      | Aplazado  |
| 3                                                 | Red Bull Grand Prix of The Americas                      | Circuito de las Américas, Austin, Texas                 | 5 de abril       | Aplazado  |
| 4                                                 | Gran Premio Motul de la República Argentina              | Autódromo Termas de Río Hondo, Santiago del Estero      | 19 de abril      | Aplazado  |
| 5                                                 | Gran Premio Red Bull de España                           | Circuito de Jerez, Jerez de la Frontera                 | 3 de mayo        | Aplazado  |
| 6                                                 | SHARK Helmets Grand Prix de France                       | Circuito de Bugatti, Le Mans                            | 17 de mayo       | Aplazado  |
| 7                                                 | Gran Premio d'Italia Oakley                              | Autódromo Internacional del Mugello, Scarperia          | 31 de mayo       | Cancelado |
| 8                                                 | Gran Premi Monster Energy de Cataluña                    | Circuito de Barcelona-Cataluña, Montmeló                | 7 de junio       | Aplazado  |
| 9                                                 | HJC Helmets Motorrad Grand Prix Deutschland              | Sachsenring, Hohenstein-Ernstthal                       | 21 de junio      | Cancelado |
| 10                                                | Motul TT Assen                                           | Circuito de Assen, Assen                                | 28 de junio      | Cancelado |
| 11                                                | Finland Grand Prix                                       | KymiRing, Kymenlaakso                                   | 12 de julio      | Cancelado |
| 12                                                | Monster Energy Grand Prix České republiky                | Autódromo de Brno, Brno                                 | 9 de agosto      |           |
| 13                                                | myWorld Motorrad Grand Prix von Österreich               | Red Bull Ring, Spielberg                                | 16 de agosto     |           |
| 14                                                | British Grand Prix                                       | Circuito de Silverstone, Silverstone                    | 30 de agosto     | Cancelado |
| 15                                                | Gran Premio Octo di San Marino e della Riviera di Rimini | Misano World Circuit Marco Simoncelli, Misano Adriatico | 13 de septiembre |           |
| 16                                                | Gran Premio de Aragón                                    | MotorLand Aragón, Alcañiz                               | 4 de octubre     | Aplazado  |
| 17                                                | Motul Grand Prix of Japan                                | Twin Ring Motegi, Motegi                                | 18 de octubre    | Cancelado |
| 18                                                | Australian Motorcycle Grand Prix                         | Circuito de Phillip Island, Phillip Island              | 25 de octubre    | Cancelado |
| 19                                                | Shell Malaysia Motorcycle Grand Prix                     | Circuito Internacional de Sepang, Selangor              | 1 de noviembre   |           |
| 20                                                | Gran Premio Motul de la Comunitat Valenciana             | Circuito Ricardo Tormo, Valencia                        | 15 de noviembre  |           |
| Notas: Actualizado a 11 de junio de 2020 1. 2. 3. |                                                          |                                                         |                  |           |

##### Cambios en el calendario
- Se amplia el calendario a 20 Grandes Premios.
- El Gran Premio de Tailandia pasa a ser la segunda cita del Campeonato, después de celebrarse a principios de octubre los dos últimos años.
- Los Grandes Premios de las Américas y Argentina cambian de orden respecto a las últimas cuatro temporadas.
- El Gran Premio de Alemania pasa a celebrarse antes que el de los Países Bajos, para seguir con la tradición de disputar Assen el último fin de semana de junio.
- El Gran Premio de Finlandia hace su primera aparición desde 1982 en el nuevo circuito KymiRing.

### Calendario definitivo
Dada la situación global provocada por la pandemia del coronavirus, el calendario se ha visto afectado de manera notable. El 11 de junio de 2020 se anuncia el calendario europeo definitivo.
| Ronda                                    | Gran Premio                                                      | Circuito                                                | Fecha            |
| ---------------------------------------- | ---------------------------------------------------------------- | ------------------------------------------------------- | ---------------- |
| 1                                        | Grand Prix of Qatar                                              | Circuito Internacional de Losail, Lusail                | 8 de marzo       |
| 2                                        | Gran Premio Red Bull de España                                   | Circuito de Jerez, Jerez de la Frontera                 | 19 de julio      |
| 3                                        | Gran Premio Red Bull de Andalucía                                | Circuito de Jerez, Jerez de la Frontera                 | 26 de julio      |
| 4                                        | Monster Energy Grand Prix České republiky                        | Autódromo de Brno, Brno                                 | 9 de agosto      |
| 5                                        | myWorld Motorrad Grand Prix von Österreich                       | Red Bull Ring, Spielberg                                | 16 de agosto     |
| 6                                        | BMW M Grand Prix of Estyria                                      | Red Bull Ring, Spielberg                                | 23 de agosto     |
| 7                                        | Gran Premio Lenovo di San Marino e della Riviera di Rimini       | Misano World Circuit Marco Simoncelli, Misano Adriatico | 13 de septiembre |
| 8                                        | Gran Premio TISSOT dell'Emilia Romagna e della Riviera di Rimini | Misano World Circuit Marco Simoncelli, Misano Adriatico | 20 de septiembre |
| 9                                        | Gran Premi Monster Energy de Cataluña                            | Circuito de Barcelona-Cataluña, Montmeló                | 27 de septiembre |
| 10                                       | SHARK Helmets Grand Prix de France                               | Circuito de Bugatti, Le Mans                            | 11 de octubre    |
| 11                                       | Gran Premio Michelín® de Aragón                                  | MotorLand Aragón, Alcañiz                               | 18 de octubre    |
| 12                                       | Gran Premio Liqui Moly de Teruel                                 | MotorLand Aragón, Alcañiz                               | 25 de octubre    |
| 13                                       | Gran Premio Motul de Europa                                      | Circuito Ricardo Tormo, Valencia                        | 8 de noviembre   |
| 14                                       | Gran Premio Motul de la Comunitat Valenciana                     | Circuito Ricardo Tormo, Valencia                        | 15 de noviembre  |
| 15                                       | Grande Prémio MEO de Portugal                                    | Autódromo Internacional do Algarve, Portimão            | 22 de noviembre  |
| Notas: Actualizado a 11 de junio de 2020 |                                                                  |                                                         |                  |

#### Cambios respecto al calendario provisional
- Se pospone el Gran Premio de Tailandia, dado que el gobierno de dicho país comunica que no va a ser posible disputarlo en la fecha prevista.[3] Se reubica en su fecha habitual de principios de octubre, adelantando para ello una semana el Gran Premio de Aragón;[14] aunque finalmente se retrasa al 18 de octubre.[9]
- Se pospone el Gran Premio de las Américas al 15 de noviembre debido a la restricción de vuelos que afecta a países como Italia.[16] Esto hace que el Gran Premio de la Comunidad Valenciana se retrase una semana,[4] que finalmente serían dos debido a la reubicación del Gran Premio de Argentina al 22 de noviembre;[5] aunque finalmente se celebra en su fecha inicial del 15 de noviembre.[9]
- Se posponen los Grandes Premios de España,[6] Francia,[8] Italia y Cataluña[10] que se iban a disputar en los meses de mayo y junio.
  - El Gran Premio de España se reubica al 19 de julio.[7]
  - Se cancela el Gran Premio de Italia en el circuito de Mugello.[11]
  - El Gran Premio de Cataluña se reubica al 27 de septiembre.
  - El Gran Premio de Francia se reubica al 11 de octubre.
- Se cancelan definitivamente los Grandes Premios de Alemania, Países Bajos y Finlandia que iban a tener lugar en los meses de junio y julio.[12]
- Se anuncia un acuerdo con la Junta de Andalucía y el Ayuntamiento de Jerez para la celebración de dos grandes premios en el Circuito de Jerez, el segundo de ellos como Gran Premio de Andalucía, los fines de semana del 19 y 26 de julio.[7]
- La imposibilidad logística de encontrar una fecha en el nuevo calendario obliga a cancelar los Grandes Premios de Gran Bretaña y Australia.[13]
- Se cancela el Gran Premio de Japón debido a la imposibilidad de reubicarla a partir de la segunda mitad de noviembre.[15]
- Además de en el circuito de Jerez, también se celebrarán dos Grandes Premios en los circuitos del Red Bull Ring, Misano, MotorLand Aragón y Ricardo Tormo.[9]

## Equipos y pilotos
| Equipo | Constructor | Moto              | No. | Piloto             | Rondas      |
| --- | ----------- | ----------------- | --- | ------------------ | ----------- |
| Estrella Galicia 0,0                                                                                                | Honda       | Honda NSF250RW    | 6   | Ryusei Yamanaka    | Todas       |
| Estrella Galicia 0,0                                                                                                | Honda       | Honda NSF250RW    | 11  | Sergio García      | Todas       |
| Honda Team Asia | Honda       | Honda NSF250RW    | 79  | Ai Ogura           | Todas       |
| Honda Team Asia | Honda       | Honda NSF250RW    | 92  | Yuki Kunii         | Todas       |
| Kömmerling Gresini Moto3                                                                                            | Honda       | Honda NSF250RW    | 2   | Gabriel Rodrigo    | Todas       |
| Kömmerling Gresini Moto3                                                                                            | Honda       | Honda NSF250RW    | 52  | Jeremy Alcoba      | Todas       |
| Leopard Racing | Honda       | Honda NSF250RW    | 5   | Jaume Masiá        | Todas       |
| Leopard Racing | Honda       | Honda NSF250RW    | 7   | Dennis Foggia      | Todas       |
| Petronas Sprinta Racing                                                                                             | Honda       | Honda NSF250RW    | 17  | John McPhee        | Todas       |
| Petronas Sprinta Racing                                                                                             | Honda       | Honda NSF250RW    | 89  | Khairul Idham Pawi | 1-5, 7-15   |
| SIC58 Squadra Corse                                                                                                 | Honda       | Honda NSF250RW    | 20  | José Julián García | 1, 9        |
| SIC58 Squadra Corse                                                                                                 | Honda       | Honda NSF250RW    | 23  | Niccolò Antonelli  | 2-15        |
| SIC58 Squadra Corse                                                                                                 | Honda       | Honda NSF250RW    | 24  | Tatsuki Suzuki     | 1-8, 10-15  |
| Rivacold Snipers Team                                                                                               | Honda       | Honda NSF250RW    | 12  | Filip Salač        | 1-14        |
| Rivacold Snipers Team                                                                                               | Honda       | Honda NSF250RW    | 14  | Tony Arbolino      | 1-10, 12-15 |
| Rivacold Snipers Team                                                                                               | Honda       | Honda NSF250RW    | 31  | Adrián Fernández   | 15          |
| Sterilgarda Max Racing Team                                                                                         | Husqvarna   | Husqvarna FR250GP | 21  | Alonso López       | Todas       |
| Sterilgarda Max Racing Team                                                                                         | Husqvarna   | Husqvarna FR250GP | 55  | Romano Fenati      | Todas       |
| BOE Skull Rider Facile.Energy                                                                                       | KTM         | KTM RC250GP       | 9   | Davide Pizzoli     | Todas       |
| BOE Skull Rider Facile.Energy                                                                                       | KTM         | KTM RC250GP       | 54  | Riccardo Rossi     | 1-11, 13-15 |
| CIP Green Power | KTM         | KTM RC250GP       | 40  | Darryn Binder      | Todas       |
| CIP Green Power | KTM         | KTM RC250GP       | 73  | Maximilian Kofler  | Todas       |
| Aspar Team Gaviota Gaviota Aspar Team Moto3 Solunion Aspar Team Moto3 Valresa Aspar Team Pull&Bear Aspar Team Moto3 | KTM         | KTM RC250GP       | 75  | Albert Arenas      | Todas       |
| Aspar Team Gaviota Gaviota Aspar Team Moto3 Solunion Aspar Team Moto3 Valresa Aspar Team Pull&Bear Aspar Team Moto3 | KTM         | KTM RC250GP       | 82  | Stefano Nepa       | Todas       |
| Reale Avintia Racing Reale Avintia Moto3 Esponsorama Racing                                                         | KTM         | KTM RC250GP       | 99  | Carlos Tatay       | Todas       |
| Red Bull KTM Ajo | KTM         | KTM RC250GP       | 25  | Raúl Fernández     | Todas       |
| Red Bull KTM Ajo | KTM         | KTM RC250GP       | 27  | Kaito Toba         | Todas       |
| Red Bull KTM Tech 3                                                                                                 | KTM         | KTM RC250GP       | 53  | Deniz Öncü         | Todas       |
| Red Bull KTM Tech 3                                                                                                 | KTM         | KTM RC250GP       | 71  | Ayumu Sasaki       | Todas       |
| CarXpert Pruestel GP                                                                                                | KTM         | KTM RC250GP       | 50  | Jason Dupasquier   | Todas       |
| CarXpert Pruestel GP                                                                                                | KTM         | KTM RC250GP       | 60  | Dirk Geiger        | 1           |
| CarXpert Pruestel GP                                                                                                | KTM         | KTM RC250GP       | 70  | Barry Baltus       | 2-15        |
| Sky Racing Team VR46                                                                                                | KTM         | KTM RC250GP       | 13  | Celestino Vietti   | Todas       |
| Sky Racing Team VR46                                                                                                | KTM         | KTM RC250GP       | 16  | Andrea Migno       | Todas       |
| Fuente: |             |                   |     |                    |             |

| Leyenda             | Leyenda |
| ------------------- | ------- |
| Piloto titular      |         |
| Piloto invitado     |         |
| Piloto de reemplazo |         |

### Cambios de equipos
- El Tech 3 se une a Moto3 después de la retirada de KTM de Moto2.
- Husqvarna regresa a Moto3 después de cuatro años de ausencia con el Sterilgarda Max Racing Team.[42][43]
- El WorldwideRace Team abandona el mundial después de veintidós temporadas (catorce temporadas en 125cc y ocho en Moto3).
- El Sterilgarda Max Racing Team y el Red Bull KTM Ajo tendrán una segunda moto en la parrilla.

### Cambios de pilotos
- El Leopard Racing correrá con 2 pilotos diferentes con respecto de la temporada anterior; Jaume Masiá, quien corrió para el WorldwideRace Team, y Dennis Foggia, quien corrió para el Sky Racing Team VR46, reemplazan a Lorenzo Dalla Porta y Marcos Ramírez, quienes subieron a Moto2 con el Italtrans Racing Team y el American Racing.
- Arón Canet sube a Moto2 con el Ángel Nieto Team. Su reemplazo en el Sterilgarda Max Racing Team es Alonso López, piloto proveniente del Estrella Galicia 0,0.
- Filip Salač dejó el PrüstelGP para unirse al Snipers Team, reemplazando a Romano Fenati, quien fichó por el Sterilgarda Max Racing Team.
- Jakub Kornfeil dejó el PrüstelGP para fichar con el BOE Skull Rider Mugen Race.
- Jason Dupasquier y Barry Baltus harán su debut mundialista con el PrüstelGP.
- Andrea Migno regresa al Sky Racing Team VR46 después de dos temporadas.
- Maximilian Kofler hará su debut como piloto titular en Moto3 con el CIP Green Power.
- Carlos Tatay campeón 2019 de la Red Bull MotoGP Rookies Cup, hará su debut como piloto titular con el Reale Avintia Arizona 77.
- Khairul Idham Pawi volverá a Moto3 con el Petronas Sprinta Racing. Reemplazando a Ayumu Sasaki, quien fichó por el Red Bull KTM Tech 3.
- Yuki Kunii fichó con el Honda Team Asia en reemplazo de Kaito Toba quien fichó con el Red Bull KTM Ajo.
- Raúl Fernández fichó con el Red Bull KTM Ajo reemplazando a Can Öncü quien correra en el Campeonato Mundial de Supersport.
- Deniz Öncü hará su debut mundialista con el Red Bull KTM Tech 3.
- Jeremy Alcoba campeón 2019 del FIM CEV Moto3 Junior World Championship, hará su debut mundialista con el Kömmerling Gresini Moto3.
- Stefano Nepa hará su debut como piloto titular con el Ángel Nieto Team, reemplazando a Raúl Fernández, quien fichó por el Red Bull KTM Ajo.

## Resultados

### Resultados por Gran Premio
| Ronda | Gran Premio                            | Pole position   | Vuelta rápida    | Piloto ganador   | Equipo ganador              | Constructor ganador |
| ----- | -------------------------------------- | --------------- | ---------------- | ---------------- | --------------------------- | ------------------- |
| 1     | Gran Premio de Catar                   | Tatsuki Suzuki  | Ai Ogura         | Albert Arenas    | Aspar Team Gaviota          | KTM                 |
| 2     | Gran Premio de España                  | Tatsuki Suzuki  | Sergio García    | Albert Arenas    | Gaviota Aspar Team Moto3    | KTM                 |
| 3     | Gran Premio de Andalucía               | Tatsuki Suzuki  | Jaume Masiá      | Tatsuki Suzuki   | SIC58 Squadra Corse         | Honda               |
| 4     | Gran Premio de la República Checa      | Raúl Fernández  | Jaume Masiá      | Dennis Foggia    | Leopard Racing              | Honda               |
| 5     | Gran Premio de Austria                 | Raúl Fernández  | Darryn Binder    | Albert Arenas    | Valresa Aspar Team          | KTM                 |
| 6     | Gran Premio de Estiria                 | Gabriel Rodrigo | Ayumu Sasaki     | Celestino Vietti | Sky Racing Team VR46        | KTM                 |
| 7     | Gran Premio de San Marino              | Ai Ogura        | Ryusei Yamanaka  | John McPhee      | Petronas Sprinta Racing     | Honda               |
| 8     | Gran Premio de la Emilia Romaña        | Raúl Fernández  | Gabriel Rodrigo  | Romano Fenati    | Sterilgarda Max Racing Team | Husqvarna           |
| 9     | Gran Premio de Cataluña                | Tony Arbolino   | Romano Fenati    | Darryn Binder    | CIP Green Power             | KTM                 |
| 10    | Gran Premio de Francia                 | Jaume Masiá     | Celestino Vietti | Celestino Vietti | Sky Racing Team VR46        | KTM                 |
| 11    | Gran Premio de Aragón                  | Raúl Fernández  | Darryn Binder    | Jaume Masiá      | Leopard Racing              | Honda               |
| 12    | Gran Premio de Teruel                  | Raúl Fernández  | Sergio García    | Jaume Masiá      | Leopard Racing              | Honda               |
| 13    | Gran Premio de Europa                  | John McPhee     | Albert Arenas    | Raúl Fernández   | Red Bull KTM Ajo            | KTM                 |
| 14    | Gran Premio de la Comunidad Valenciana | Darryn Binder   | Sergio García    | Tony Arbolino    | Rivacold Snipers Team       | Honda               |
| 15    | Gran Premio de Portugal                | Raúl Fernández  | Raúl Fernández   | Raúl Fernández   | Red Bull KTM Ajo            | KTM                 |

### Campeonato de pilotos
Sistema de puntuación
Los puntos se reparten entre los quince primeros clasificados en acabar la carrera. 
Sistema de puntuación de 1993 hasta 2022:
| Posición | 1.º | 2.º | 3.º | 4.º | 5.º | 6.º | 7.º | 8.º | 9.º | 10.º | 11.º | 12.º | 13.º | 14.º | 15.º |
| Puntos   | 25  | 20  | 16  | 13  | 11  | 10  | 9   | 8   | 7   | 6    | 5    | 4    | 3    | 2    | 1    |

| Pos | Piloto             | Moto      | QAT | ESP | AND | CZE | AUT | EST | SMR | ERO | CAT | FRA | ARA | TER | EUR | VAL | POR | Pts |
| --- | ------------------ | --------- | --- | --- | --- | --- | --- | --- | --- | --- | --- | --- | --- | --- | --- | --- | --- | --- |
| 1   | Albert Arenas      | KTM       | 1   | 1   | Ret | 2   | 1   | 5   | Ret | 4   | Ret | 3   | 7   | 4   | DSQ | 4   | 12  | 174 |
| 2   | Tony Arbolino      | Honda     | 15  | 3   | 10  | 8   | 7   | 2   | 6   | 11  | 2   | 2   |     | 10  | 4   | 1   | 5   | 170 |
| 3   | Ai Ogura           | Honda     | 3   | 2   | Ret | 3   | 4   | 3   | 2   | 3   | 11  | 9   | 14  | 9   | 3   | 8   | 8   | 170 |
| 4   | Raúl Fernández     | KTM       | 10  | 6   | 6   | 6   | 9   | 8   | Ret | 6   | 13  | 7   | 3   | 12  | 1   | 3   | 1   | 159 |
| 5   | Celestino Vietti   | KTM       | 28  | 5   | 3   | 13  | 5   | 1   | Ret | 2   | 8   | 1   | 9   | 5   | 23  | 24  | 7   | 146 |
| 6   | Jaume Masiá        | Honda     | 4   | 10  | Ret | Ret | 2   | 14  | 7   | 5   | 7   | 4   | 1   | 1   | Ret | 9   | Ret | 140 |
| 7   | John McPhee        | Honda     | 2   | Ret | 2   | 5   | 3   | Ret | 1   | 10  | Ret | Ret | 5   | 6   | Ret | 11  | 9   | 131 |
| 8   | Darryn Binder      | KTM       | Ret | 18  | 4   | 12  | 6   | 6   | Ret | Ret | 1   | Ret | 2   | 8   | 5   | 5   | 6   | 122 |
| 9   | Sergio García      | Honda     | 11  | 17  | 8   | 16  | 16  | 10  | 25  | 17  | 4   | 11  | 19  | Ret | 2   | 2   | 4   | 90  |
| 10  | Dennis Foggia      | Honda     | 9   | Ret | Ret | 1   | 21  | 11  | 9   | Ret | 3   | 13  | 10  | 16  | Ret | 16  | 2   | 89  |
| 11  | Jeremy Alcoba      | Honda     | 7   | 15  | 7   | 7   | 14  | Ret | 4   | 13  | 19  | Ret | 6   | 15  | 8   | 10  | 3   | 87  |
| 12  | Tatsuki Suzuki     | Honda     | 5   | 8   | 1   | Ret | 10  | 7   | 3   | DNS |     | Ret | 8   | Ret | Ret | Ret | Ret | 83  |
| 13  | Gabriel Rodrigo    | Honda     | 6   | 7   | 5   | 19  | 11  | 4   | 5   | 12  | 10  | 8   | Ret | 14  | 15  | Ret | 27  | 80  |
| 14  | Romano Fenati      | Husqvarna | 17  | 13  | 12  | 9   | 17  | 17  | 8   | 1   | 6   | Ret | 4   | 19  | 13  | 12  | 20  | 77  |
| 15  | Andrea Migno       | KTM       | 16  | 4   | 22  | 14  | 12  | 13  | 10  | 8   | Ret | 5   | Ret | 18  | 12  | 7   | 21  | 60  |
| 16  | Ayumu Sasaki       | KTM       | 19  | 11  | Ret | 20  | 13  | Ret | Ret | 14  | 17  | 6   | 13  | 2   | 10  | 19  | 13  | 52  |
| 17  | Deniz Öncü         | KTM       | 12  | 25  | Ret | 15  | 8   | Ret | 16  | 7   | Ret | 22  | 15  | 7   | 14  | 6   | 10  | 50  |
| 18  | Kaito Toba         | KTM       | 14  | 19  | 11  | 11  | 20  | NC  | 17  | 9   | 18  | Ret | 11  | 3   | Ret | Ret | 15  | 41  |
| 19  | Niccolò Antonelli  | Honda     |     | 9   | 15  | 4   | 19  | 16  | 11  | 18  | 9   | Ret | 18  | 22  | Ret | 14  | 11  | 40  |
| 20  | Stefano Nepa       | KTM       | 22  | 12  | 14  | 10  | 15  | 9   | 14  | 15  | 14  | 15  | 23  | 20  | 7   | 13  | 19  | 38  |
| 21  | Filip Salač        | Honda     | 8   | Ret | Ret | 25  | Ret | 12  | 20  | 16  | 12  | 12  | 16  | 13  | 9   | DNS |     | 30  |
| 22  | Carlos Tatay       | KTM       | 21  | Ret | 13  | 18  | 22  | 21  | 15  | 19  | Ret | 10  | 12  | 17  | 6   | 21  | 14  | 26  |
| 23  | Alonso López       | Husqvarna | 13  | 14  | DNS | Ret | 23  | 20  | Ret | Ret | 5   | Ret | 17  | 11  | Ret | Ret | Ret | 21  |
| 24  | Ryusei Yamanaka    | Honda     | 20  | 16  | 9   | 17  | 24  | 15  | 12  | 20  | 15  | 18  | 24  | 23  | 16  | 15  | 17  | 14  |
| 25  | Riccardo Rossi     | KTM       | 24  | Ret | 21  | Ret | 18  | Ret | 13  | 21  | 20  | 14  | 21  |     | 11  | 23  | 24  | 10  |
|     | Barry Baltus       | KTM       |     | 24  | 17  | 21  | Ret | 18  | 24  | 22  | 16  | 16  | 25  | 21  | 20  | 17  | 16  | 0   |
|     | Yuki Kunii         | Honda     | 18  | Ret | 16  | Ret | 26  | 22  | 23  | 25  | 21  | 20  | 20  | 25  | 17  | 18  | 22  | 0   |
|     | Jason Dupasquier   | KTM       | 25  | 21  | 19  | 23  | 28  | 19  | 19  | 23  | 22  | 17  | 22  | 24  | 18  | 22  | 23  | 0   |
|     | Davide Pizzoli     | KTM       | 23  | 23  | Ret | 24  | 27  | 23  | 18  | 26  | Ret | Ret | 26  | 26  | 19  | 20  | 26  | 0   |
|     | Maximilian Kofler  | KTM       | 27  | 20  | 18  | Ret | 25  | 24  | 22  | 27  | 23  | 21  | Ret | 28  | 21  | Ret | 25  | 0   |
|     | Adrián Fernández   | Honda     |     |     |     |     |     |     |     |     |     |     |     |     |     |     | 18  | 0   |
|     | Khairul Idham Pawi | Honda     | 26  | 22  | 20  | 22  | DNS |     | 21  | 24  | 24  | 19  | 27  | 27  | 22  | Ret | 28  | 0   |
|     | Dirk Geiger        | KTM       | 29  |     |     |     |     |     |     |     |     |     |     |     |     |     |     | 0   |
|     | José Julián García | Honda     | Ret |     |     |     |     |     |     |     | Ret |     |     |     |     |     |     | 0   |
| Pos | Piloto             | Moto      | QAT | ESP | AND | CZE | AUT | EST | SMR | ERO | CAT | FRA | ARA | TER | EUR | VAL | POR | Pts |

| Color     | Resultado                                                               |
| --------- | ----------------------------------------------------------------------- |
| Oro       | Ganador                                                                 |
| Plata     | 2.ª plaza                                                               |
| Bronce    | 3.ª plaza                                                               |
| Verde     | Finalizó en los puntos                                                  |
| Azul      | Finalizó sin puntos                                                     |
| Azul      | NC - No clasificado                                                     |
| Violeta   | Ret - No terminó (Carrera)                                              |
| Rojo      | DNQ - No se clasificó                                                   |
| Negro     | DSQ - Descalificado                                                     |
| Blanco    | DNS - No empezó (carrera)                                               |
| Blanco    | WD - Retirado (fin de semana)                                           |
| Blanco    | C - Carrera cancelada                                                   |
| Sin color | DNP - Inscrito pero no participó                                        |
| Sin color | INJ - Lesionado                                                         |
| Sin color | EX - Excluido                                                           |
| Estado    | Resultado                                                               |
| Negrita   | Pole position                                                           |
| Cursiva   | Vuelta rápida                                                           |
| †         | Abandona, pero clasifica al completar el porcentaje requerido para ello |

### Campeonato de Constructores
| Pos. | Constructor | QAT | ESP | AND | CZE | AUT | EST | SMR | ERO | CAT | FRA | ARA | TER | EUR | VAL | POR | Ptos. |
| ---- | ----------- | --- | --- | --- | --- | --- | --- | --- | --- | --- | --- | --- | --- | --- | --- | --- | ----- |
| 1    | Honda       | 2   | 2   | 1   | 1   | 2   | 2   | 1   | 3   | 2   | 2   | 1   | 1   | 2   | 1   | 2   | 326   |
| 2    | KTM         | 1   | 1   | 3   | 2   | 1   | 1   | 10  | 2   | 1   | 1   | 2   | 2   | 1   | 3   | 1   | 318   |
| 3    | Husqvarna   | 13  | 13  | 12  | 9   | 17  | 17  | 8   | 1   | 5   | Ret | 4   | 11  | 13  | 12  | 20  | 86    |
| Pos. | Constructor | QAT | ESP | AND | CZE | AUT | EST | SMR | ERO | CAT | FRA | ARA | TER | EUR | VAL | POR | Ptos. |

### Campeonato de Equipos
| Pos | Equipo                        | N.º. Moto | QAT | ESP | AND | CZE | AUT | EST | SMR | ERO | CAT | FRA | ARA | TER | EUR | VAL | POR | Pts |
| --- | ----------------------------- | --------- | --- | --- | --- | --- | --- | --- | --- | --- | --- | --- | --- | --- | --- | --- | --- | --- |
| 1   | Leopard Racing                | 5         | 4   | 10  | Ret | Ret | 2   | 14  | 7   | 5   | 7   | 4   | 1   | 1   | Ret | 9   | Ret | 229 |
| 1   | Leopard Racing                | 7         | 9   | Ret | Ret | 1   | 21  | 11  | 9   | Ret | 3   | 13  | 10  | 16  | Ret | 16  | 2   | 229 |
| 2   | Gaviota Aspar Team Moto3      | 75        | 1   | 1   | Ret | 2   | 1   | 5   | Ret | 4   | Ret | 3   | 7   | 4   | DSQ | 4   | 12  | 212 |
| 2   | Gaviota Aspar Team Moto3      | 82        | 22  | 12  | 14  | 10  | 15  | 9   | 14  | 15  | 14  | 15  | 23  | 20  | 7   | 13  | 19  | 212 |
| 3   | SKY Racing Team VR46          | 13        | 28  | 5   | 3   | 13  | 5   | 1   | Ret | 2   | 8   | 1   | 9   | 5   | 23  | 24  | 7   | 206 |
| 3   | SKY Racing Team VR46          | 16        | 16  | 4   | 22  | 14  | 12  | 13  | 10  | 8   | Ret | 5   | Ret | 18  | 12  | 7   | 21  | 206 |
| 4   | Red Bull KTM Ajo              | 25        | 10  | 6   | 6   | 6   | 9   | 8   | Ret | 6   | 13  | 7   | 3   | 12  | 1   | 3   | 1   | 200 |
| 4   | Red Bull KTM Ajo              | 27        | 14  | 19  | 11  | 11  | 20  | NC  | 17  | 9   | 18  | Ret | 11  | 3   | Ret | Ret | 15  | 200 |
| 5   | Rivacold Snipers Team         | 12        | 8   | Ret | Ret | 25  | Ret | 12  | 20  | 16  | 12  | 12  | 16  | 13  | 9   | DNS |     | 200 |
| 5   | Rivacold Snipers Team         | 14        | 15  | 3   | 10  | 8   | 7   | 2   | 6   | 11  | 2   | 2   |     | 10  | 4   | 1   | 5   | 200 |
| 5   | Rivacold Snipers Team         | 31        |     |     |     |     |     |     |     |     |     |     |     |     |     |     | 18  | 200 |
| 6   | Honda Team Asia               | 79        | 3   | 2   | Ret | 3   | 4   | 3   | 2   | 3   | 11  | 9   | 14  | 9   | 3   | 8   | 8   | 170 |
| 6   | Honda Team Asia               | 92        | 18  | Ret | 16  | Ret | 26  | 22  | 23  | 25  | 21  | 20  | 20  | 25  | 17  | 18  | 22  | 170 |
| 7   | Kömmerling Gresini Moto3      | 2         | 6   | 7   | 5   | 19  | 11  | 4   | 5   | 12  | 10  | 8   | Ret | 14  | 15  | Ret | 27  | 167 |
| 7   | Kömmerling Gresini Moto3      | 52        | 7   | 15  | 7   | 7   | 14  | Ret | 4   | 13  | 19  | Ret | 6   | 15  | 8   | 10  | 3   | 167 |
| 8   | Petronas Sprinta Racing       | 17        | 2   | Ret | 2   | 5   | 3   | Ret | 1   | 10  | Ret | Ret | 5   | 6   | Ret | 11  | 9   | 131 |
| 8   | Petronas Sprinta Racing       | 89        | 26  | 22  | 20  | 22  | DNS |     | 21  | 24  | 24  | 19  | 27  | 27  | 22  | Ret | 28  | 131 |
| 9   | SIC58 Squadra Corse           | 20        | Ret |     |     |     |     |     |     |     | Ret |     |     |     |     |     |     | 123 |
| 9   | SIC58 Squadra Corse           | 23        |     | 9   | 15  | 4   | 19  | 16  | 11  | 18  | 9   | Ret | 18  | 22  | Ret | 14  | 11  | 123 |
| 9   | SIC58 Squadra Corse           | 24        | 5   | 8   | 1   | Ret | 10  | 7   | 3   | DNS |     | Ret | 8   | Ret | Ret | Ret | Ret | 123 |
| 10  | CIP Green Power               | 40        | Ret | 18  | 4   | 12  | 6   | 6   | Ret | Ret | 1   | Ret | 2   | 8   | 5   | 5   | 6   | 122 |
| 10  | CIP Green Power               | 73        | 27  | 20  | 18  | Ret | 25  | 24  | 22  | 27  | 23  | 21  | Ret | 28  | 21  | Ret | 25  | 122 |
| 11  | Estrella Galicia 0,0          | 6         | 20  | 16  | 9   | 17  | 24  | 15  | 12  | 20  | 15  | 18  | 24  | 23  | 16  | 15  | 17  | 104 |
| 11  | Estrella Galicia 0,0          | 11        | 11  | 17  | 8   | 16  | 16  | 10  | 25  | 17  | 4   | 11  | 19  | Ret | 2   | 2   | 4   | 104 |
| 12  | Red Bull KTM Tech 3           | 53        | 12  | 25  | Ret | 15  | 8   | Ret | 16  | 7   | Ret | 22  | 15  | 7   | 14  | 6   | 10  | 102 |
| 12  | Red Bull KTM Tech 3           | 71        | 19  | 11  | Ret | 20  | 13  | Ret | Ret | 14  | 17  | 6   | 13  | 2   | 10  | 19  | 13  | 102 |
| 13  | Sterilgarda Max Racing Team   | 21        | 13  | 14  | DNS | Ret | 23  | 20  | Ret | Ret | 5   | Ret | 17  | 11  | Ret | Ret | Ret | 98  |
| 13  | Sterilgarda Max Racing Team   | 55        | 17  | 13  | 12  | 9   | 17  | 17  | 8   | 1   | 6   | Ret | 4   | 19  | 13  | 12  | 20  | 98  |
| 14  | Reale Avintia Moto3           | 99        | 21  | Ret | 13  | 18  | 22  | 21  | 15  | 19  | Ret | 10  | 12  | 17  | 6   | 21  | 14  | 26  |
| 15  | BOE Skull Rider Facile Energy | 9         | 23  | 23  | Ret | 24  | 27  | 23  | 18  | 26  | Ret | Ret | 26  | 26  | 19  | 20  | 26  | 10  |
| 15  | BOE Skull Rider Facile Energy | 54        | 24  | Ret | 21  | Ret | 18  | Ret | 13  | 21  | 20  | 14  | 21  |     | 11  | 23  | 24  | 10  |
|     | CarXpert Prüstel GP           | 50        | 25  | 21  | 19  | 23  | 28  | 19  | 19  | 23  | 22  | 17  | 22  | 24  | 18  | 22  | 23  | 0   |
| 60  | CarXpert Prüstel GP           | 29        |     |     |     |     |     |     |     |     |     |     |     |     |     |     |     | 0   |
| 70  | CarXpert Prüstel GP           |           | 24  | 17  | 21  | Ret | 18  | 24  | 22  | 16  | 16  | 25  | 21  | 20  | 17  | 16  |     | 0   |
| Pos | Equipo                        | N.º. Moto | QAT | ESP | AND | CZE | AUT | EST | SMR | ERO | CAT | FRA | ARA | TER | EUR | VAL | POR | Pts |